# Томита, Кадзуо
Кадзуо Томита (яп. 富田 一雄 Томита Кадзуо, р.1 января 1939) — японский пловец, призёр Олимпийских игр.
Кадзуо Томита родился в 1939 году в Куруме префектуры Фукуока; окончил университет Нихон.
В 1958 году Кадзуо Томита стал чемпионом Азиатских игр на дистанции 200 м на спине. В 1960 году на Олимпийских играх в Риме он завоевал бронзовую медаль в эстафете 4×100 м комплексным плаванием. В 1962 году Кадзуо Томита стал чемпионом Азиатских игр на дистанции 100 м на спине.